# Малая Горка (Кадуйский район)
Ма́лая Го́рка — деревня в Кадуйском районе Вологодской области.
Входит в состав Никольского сельского поселения (до 2015 года входила в Бойловское сельское поселение), с точки зрения административно-территориального деления — в Бойловский сельсовет.
Расположена на левом берегу реки Шухтовка. Расстояние до центра сельсовета деревни Бойлово по прямой — 2 км. Ближайшие населённые пункты — Бойлово, Большая Горка, Спирютино.
Деревня Малая Горка зарегистрирована постановлением губернатора Вологодской области 24 августа 2001 года. На старых картах деревня отмечалась как нежилая.
По переписи 2002 года население — 3 человека.